# Манья (приток Хулги)
Манья (устар. Мань-Я) — река в Берёзовском районе Ханты-Мансийского автономного округа России. Устье реки находится на 11-м км по правому берегу реки Хулги. Длина реки составляет 123 км, площадь водосборного бассейна — 3980 км². Высота устья — 18 м над уровнем моря.

## Притоки
(расстояние от устья)
- Налимаю — в 9 км (лв);
- Народа — в 26 км (лв);
- Хапаянсавитъя (пр)
- Парсинъя (лв)
- Пальникшор (пр)
- Тарыгъя (пр)
- Керасынъя (пр)
- Лонглаворгашор (лв)
- Тарыгнелъя (лв)
- Кедрасью — в 71 км (лв)
- Дьявола-Шор (пр)
- Пальникшор (пр)
- Сорнинъя (пр)
- Вордашор (лв)
- Золото-Шор — в 76 км (пр);
- Трубешор (пр)
- Яроташор (пр) — в 80 км (пр);
- Хобею — в 84 км (лв);
- Средний Яроташор (пр)
- Малый Яроташор (пр)
- Няртаю — в 89 км (пр);
- Пывсяншор (пр)
- Парнук — в 96 км (лв).
- Няртсаю (пр)
- Северный Сальнер (пр)
- Фейкошор (пр)
- Осенний (лв)
- Озерная (пр)
- Водопадный (лв)

## Данные водного реестра
По данным государственного водного реестра России относится к Нижнеобскому бассейновому округу, водохозяйственный участок реки — Северная Сосьва, речной подбассейн реки — Северная Сосьва. Речной бассейн реки — (Нижняя) Обь от впадения Иртыша.